# 薛綬
薛 綬（せつ じゅ、永楽15年（1417年）- 正統14年8月13日（1449年8月30日））は、明代の軍人。もとの名は寿童。本貫は順天府昌平州。モンゴルの出身。

## 生涯
薛斌の子として生まれた。永楽19年（1421年）に父が死去したとき、寿童はわずか5歳であった。永楽22年（1424年）8月、叔父の薛貴の引き合わせで洪熙帝の謁見を受け、永順伯の爵位を嗣ぎ、綬の名を賜った。成長すると、驍勇で戦いを得意とした。正統14年（1449年）8月、成国公朱勇らとともに鷂児嶺でオイラト兵に遭遇した。戦い敗れて、弓弦が断たれて矢も尽きたが、なおも空弓を持って敵を打撃していた。オイラト兵は怒って、薛綬を殺し、遺体を切断した。享年は33。
薛綬がもとはモンゴル人だったと知ると、オイラト兵たちは「これわが同類なり。勇健なることかくのごとくあるべし」といって泣き悲しんだ。諡は武毅といった。
子の薛輔が永順伯の爵位を嗣いだ。